# رفقای بد ۲ (فیلم)
رفقای بد ۲ (به انگلیسی: The Bad Guys 2) فیلمی پویانمایی کمدی سرقت آمریکایی است که به‌طور آزادانه بر اساس مجموعه کتاب‌های کودکان به نام بچه‌های بد نوشته آرون بلیبی ساخته شده و توسط دریم‌ورکس انیمیشن تولید شده است. این فیلم دنباله رفقای بد (۲۰۲۲) است. پیر پریفل و جی‌پی سانز به‌طور مشترک کارگردانی فیلم و یونی برنر و ایتان کوئن نویسندگی آن را برعهده دارند. سم راکول، مارک مارون، آکوافینا، کریگ رابینسون، آنتونی راموس، زاسی بیتس، الکس بورستین، ریچارد آیوادی و لیلی سینگ نقش‌های خود را از فیلم اول تکرار می‌کنند و دانیل بروکس، ناتاشا لیون و ماریا باکالوا به گروه بازیگران پیوسته‌اند. در این فیلم، رفقای بد از بازنشستگی بیرون می‌آیند و با یک گروه جنایی کاملاً زن متحد می‌شوند تا آخرین سرقت را انجام دهند.
پریفل در مارس ۲۰۲۲ اعلام کرد که دوست دارد دنباله‌ای برای رفقای بد بسازد، قبل از اینکه اولین فیلم اکران شود. دو سال بعد، دریم‌ورکس انیمیشن دنباله‌ای را اعلام کرد که در آن پریفل و گروه صداپیشگان بازمی‌گردند و سانز به عنوان کارگردان مشترک فعالیت خواهد کرد. لیون در ژوئیه ۲۰۲۴ به گروه بازیگران اضافه شد و همکاری بروکس و باکالوا در نوامبر اعلام شد. دانیل پمبرتن موسیقی متن را خواهد ساخت و بار دیگر از فیلم قبلی به این پروژه بازمی‌گردد.
رفقای بد ۲ در ۱ اوت ۲۰۲۵ توسط یونیورسال پیکچرز در ایالات متحده اکران شد. این فیلم با واکنش مثبت منتقدان مواجه شد و ۱۲۶ میلیون دلار در سراسر جهان فروش داشت.

## طرح داستان
«بدجنس‌ها ۲» ماجراهای گروه زبده‌ای از تبهکاران حیوانی را دنبال می‌کند که در تلاش‌اند تا در زندگی تازه‌شان به‌عنوان «آدم‌های خوب»، اعتماد و پذیرش به دست آورند. اما آن‌ها از بازنشستگی بیرون کشیده می‌شوند و یک گروه تماماً زن از تبهکاران، آن‌ها را مجبور به انجام «آخرین مأموریت» می‌کند.— ددلاین

## صداپیشگان
- سم راکول در نقش آقای گرگ، گرگی که رهبر رفقای بد است
- مارک مارون در نقش آقای مار، ماری که بهترین دوست آقای گرگ و نفر دوم گروه رفقای بد است
- کریگ رابینسون در نقش آقای کوسه، کوسه‌ای سفید بزرگ که به عنوان استاد مبدل رفقای بد عمل می‌کند
- آنتونی راموس در نقش آقای پیرانیا، پیرانیایی که به عنوان عضله رفقای بد عمل می‌کند
- آکوافینا در نقش خانم تارانتولا / «وبز»، تارانتولایی که به عنوان هکر رفقای بد عمل می‌کند
- دانیل بروکس در نقش کیتی گربه،[۶] پلنگی برفی و رهبر گروه دختران بد
- ناتاشا لیون در نقش دووم،[۷] غرابی که عضو گروه دختران بد است و مار به او علاقه دارد
- ماریا باکالوا در نقش پیگ‌تیل،[۸] یک گراز و عضو گروه دختران بد
- زاسی بیتس در نقش فرماندار دایان فاکسینگتون، یک روباه سرخ، فرماندار ایالت، علاقه‌مند به گرگ و بهترین دوست وبز که قبلاً به عنوان پنجه زرشکی فعالیت می‌کرد
- ریچارد آیوادی در نقش پروفسور مارمالاد، خوکچه‌ای هندی و دشمن رفقای بد
- لیلی سینگ در نقش تیفانی فلافیت، یک گزارشگر خبر انسان
- الکس بورستین در نقش میستی لوگینز،[۹] رئیس پلیس انسان که به سمت کمیسر پلیس ارتقا یافت و هنوز هم نسبت به رفقای بد بی‌اعتماد است
- علاوه بر این، خورخه آر. گوتیرز برای یک نقش نامعلوم افتخاری انتخاب شد.[۱۰]

## تولید

### توسعه
در مارس ۲۰۲۲، یک ماه پیش از اکران رفقای بد، پیر پریفل، کارگردان فیلم، اعلام کرد که بسیار مایل به ساخت دنباله آن است. تولید این فیلم رسماً در فوریه ۲۰۲۳ آغاز شد و قرار بود در بهار ۲۰۲۶ اکران شود. اما پس از آنکه اکران زوتوپیا ۲ برای نوامبر ۲۰۲۵ تأیید شد، تولید این فیلم فوراً سرعت گرفت تا بتوانند آن را پیش از دنباله زوتوپیا منتشر کنند. در ۲۶ مارس ۲۰۲۴، دریم‌ورکس انیمیشن ساخت دنباله این فیلم را تأیید کرد. پریفل بار دیگر به عنوان کارگردان بازگشت و جی‌پی سانس، که سرپرست پویانمایی شخصیت‌ها در فیلم قبلی بود، به عنوان کارگردان مشترک و برای اولین بار در مقام کارگردان، به او پیوست. سم راکول، مارک مارون، آکوافینا، کریگ رابینسون، آنتونی راموس، ریچارد آیوادی، زاسی بیتس، الکس بورستین و لیلی سینگ همگی نقش‌های خود را از فیلم قبلی تکرار می‌کنند. همچنین دانیل پمبرتن برای ساخت موسیقی متن بازگشت. در ۱۳ ژوئیه ۲۰۲۴، اعلام شد که ناتاشا لیون به جمع بازیگران دنباله پیوسته است. در نوامبر ماریا باکالوا و دانیل بروکس به عنوان بخشی از تیم بازیگری معرفی شدند.

### پویانمایی
در ۶ اکتبر ۲۰۲۳، پیش از اعلام رسمی ساخت دنباله، مشخص شد که پویانمایی آن توسط سونی پیکچرز ایمیج‌ورکز انجام خواهد شد. ایمیج‌ورکز به عنوان یک استودیوی همکار با دریم‌ورکس و با استفاده از یک «مدل تولید ترکیبی» همکاری می‌کند. مرحله پیش‌تولید و همچنین حدود ۵۰٪ از ساخت دارایی‌ها و یک ساعت از تولید، در داخل دریم‌ورکس انجام می‌شود؛ در حالی که ایمیج‌ورکز مسئول ۵۰٪ باقی‌مانده از ساخت دارایی‌ها و ۲۰ دقیقه از تولید نماها خواهد بود. تمام مراحل پویانمایی در ۷ مه ۲۰۲۵ به پایان رسید.

## بازاریابی
اولین تریلر فیلم، که با «آدم بد» از بیلی آیلیش همراه بود، در ۲۱ نوامبر ۲۰۲۴ منتشر شد و بعدها به اکران سینمایی شرور (۲۰۲۴) ضمیمه شد.

## انتشار
رفقای بد ۲ در  ۲۵ ژوئیه ۲۰۲۵ در بریتانیا، سپس در ۱ اوت در ایالات متحده و در نهایت در ۱۸ سپتامبر در استرالیا به صورت سینمایی اکران شد.

### رسانه خانگی
علاوه بر اکران سینمایی و بر اساس یک قرارداد بلندمدت با نتفلیکس برای فیلم‌های پویانمایی یونیورسال، این فیلم به مدت چهار ماه اول از پنجره پخش پولی-تلویزیونی، در پیکاک پخش خواهد شد؛ سپس برای ده ماه بعدی به نتفلیکس منتقل شده و در نهایت برای چهار ماه باقی‌مانده دوباره به پیکاک باز خواهد گشت.
رفقای بد ۲ در ۱۹ اوت ۲۰۲۵ به صورت بارگیری دیجیتال منتشر خواهد شد و نسخه‌های دی‌وی‌دی، بلوری و اولترا اچ‌دی بلوری آن در ۷ اکتبر ۲۰۲۵ خواهند شد.

## آینده
در ژوئن ۲۰۲۵، دو ماه قبل از اکران سینمایی آدم‌های بد ۲، کارگردانان پریفل و سانس اعلام کردند که در حال برنامه‌ریزی برای ساخت فیلم سوم هستند.